# Préfecture d'Ehime
Ehime (愛媛県, Ehime-ken) est une préfecture du Japon. Ehime signifie « la chère jeune fille » en japonais.

## Histoire
Avant la mise en place du système des préfectures, la préfecture d'Ehime était occupée par la province d'Iyo.

## Géographie
La préfecture d'Ehime est située sur l'île de Shikoku.

### Villes
Liste des 11 villes de la préfecture :
- Imabari
- Iyo
- Matsuyama (capitale)
- Niihama
- Ōzu
- Saijō
- Seiyo
- Shikokuchūō
- Tōon
- Uwajima
- Yawatahama

### Districts, bourgs et villages
Liste des 7 districts de la préfecture, ainsi que de leurs 9 bourgs :
| - District d'Iyo - Masaki - Tobe - District de Kamiukena - Kumakōgen | - District de Kita - Uchiko - District de Kitauwa - Kihoku - Matsuno - District de Minamiuwa - Ainan | - District de Nishiuwa - Ikata - District d'Ochi - Kamijima |

## Économie
À noter la présence d'une centrale nucléaire à Ikata (伊方町, Ikata-cho) qui est située dans le district de Nishiuwa. C'est la seule centrale de l'île de Shikoku.

## Culture
Le poney Noma est originaire de la ville d'Imabari dans la préfecture.

## Tourisme
- Dogo-onsen, où se déroule le roman de Natsume Sōseki Botchan.

## Jumelages
La préfecture d'Ehime est jumelée avec les municipalités ou régions suivantes :
- Hawaii (États-Unis) depuis le 21 novembre 2003.

## Personnes liées à la préfecture
- Masaoka Shiki (1867-1902), poète, critique, réformateur du haïku.
- Natsume Sōseki (1867-1916), romancier, a vécu à Matsuyama et y a situé son roman Botchan (Le Jeune Homme).
- Nobu Jo (1872-1959), philanthrope chrétienne, née dans la préfecture.
- Kenzō Tange (1913-2005), architecte et urbaniste, né à Imabari.
- Masanobu Fukuoka (1913-2008), agriculteur japonais, célèbre pour avoir développé l'agriculture naturelle à Iyo (pilier de l'agriculture biologique) et ses travaux sur le re-verdissement des déserts.
- Daichi Kamada, footballeur international japonais, né à Ehime.